# Dominique Beck
Dominique Beck (* 31. Mai 1772 in Sologne/Moselle; † 17. Juni 1862 in Gau-Bickelheim) war ein hessischer Politiker. Er war Bürgermeister in Gau-Bickelheim und Abgeordneter der 2. Kammer der Landstände des Großherzogtums Hessen.

## Familie
Dominique Beck war der Sohn des Bürgermeisters Christoph Beck und seiner Frau Margaretha geborene Perrin (oder: Jerrin). Dominique Beck, der katholischen Glaubens war, war mit Catharina geborene Karlin verheiratet und lebte als Gutsbesitzer in Gau-Bickelheim.

## Politik
Von 1818 bis 1831 und erneut 1847 bis 1853 war Dominique Beck Bürgermeister in Gau-Bickelheim. In der 7. und 8. Wahlperiode (1835–1841) war er Abgeordneter der zweiten Kammer der Landstände des Großherzogtums Hessen. In den Landständen vertrat er den Wahlbezirk Rheinhessen 4/Wörrstadt.